# Héctor Carreño
Héctor Guillermo Carreño Seaman (Coquimbo, 16 de abril de 1944) es un abogado y juez chileno. Fue ministro de la Corte Suprema de Chile hasta el 16 de abril de 2019, fecha en que conforme a lo establecido en el Art. 80 de la constitución, cumplió la edad legal para el cese de funciones.

## Biografía
En 1972 inició su carrera judicial como Secretario del Juzgado de Letras de Coquimbo. En 1973 es nombrado Juez de Letras de la misma ciudad. En 1977 es Relator de la Corte de Apelaciones de La Serena. En 1989 es Relator de la Corte Suprema y en 1992 es nombrado Ministro de la Corte de Apelaciones de San Miguel. En el 2006 es nombrado Ministro de la Corte Suprema de Chile.

## Acusación Constitucional
Según consigna el sitio Poderopedia, "Carreño fue acusado constitucionalmente por 10 diputados tras la aprobación del informe elaborado por la Comisión Investigadora de la Cámara de Diputados que revela responsabilidades en vulneraciones de derechos a menores en residencias colaboradoras del Servicio Nacional de Menores (Sename). El Magistrado habría impedido hacer llegar las denuncias al Ministerio Público, para indagar la presencia de eventuales hechos constitutivos de delito. El líbelo, encabezado por los diputados DC René Saffirio y Ricardo Rincón, junto a otros 8 legisladores de todos los sectores políticos, busca la destitución del ministro por hechos vinculados a la vulneración de derechos esenciales de niños, niñas y adolescentes en resguardo en hogares del Sename".